# Amudat
Amudat – miasto w Ugandzie, stolica dystryktu Amudat.